# Lucio Corsi
Lucio Corsi, född 15 oktober 1993 i Grosseto, är en italiensk sångare och låtskrivare. Han kom på andra plats i 2025 års San Remo festival. Efter att vinnaren Olly tackade nej till att bli Italiens representant i ESC blev det istället Corsi som representerde Italien i Eurovision Song Contest 2025. Han tävlade med låten "Volevo essere un duro" som slutade på femte plats i finalen.